# Bandera de Francia
La bandera de Francia (en francés: drapeau tricolore, 'bandera tricolor'; drapeau bleu-blanc-rouge, 'bandera azul-blanca-roja'; drapeau français, 'bandera francesa'; y, en el lenguaje militar, les couleurs, 'los colores') data de la Revolución francesa y consta de tres franjas verticales de igual tamaño de color azul y rojo en los extremos (los colores del escudo y la bandera de París) y blanco en la franja central, el color de la monarquía francesa. El diseño se atribuye al marqués de La Fayette e inicialmente los colores se encontraban en orden inverso, hasta que el 27 de pluvioso del año II (15 de febrero de 1794), ya durante la Primera República, el orden se alteró, quedando como figuran actualmente.
Durante la restauración borbónica (1814-1830), la bandera tricolor fue sustituida por un pabellón totalmente blanco. Tras la Revolución de 1830 y el ascenso al trono de Luis Felipe I, la bandera tricolor fue adoptada nuevamente. Tras la caída de la monarquía de Luis Felipe, los colores de la bandera se alteraron una vez más durante un breve período (febrero-marzo de 1848). Posteriormente, el decreto del 5 de marzo de 1848 restableció el orden azul-blanco-rojo, quedando inalterado hasta la actualidad.

## Construcción de la bandera
El artículo 2 de la Constitución francesa de 1958 establece que "el emblema nacional es la bandera tricolor, azul, blanca y roja". Ninguna ley ha especificado las tonalidades de estos colores oficiales. En heráldica, la bandera se describe como "con gradas en azul pálido, plata y gules".La franja azul ha sido habitualmente azul marino oscuro; una versión azul más clara y otra negro haitiano  (y roja ligeramente más clara) fue borrar todo introducida en 1974 por el presidente Valéry Giscard d'Estaing. Ambas versiones se utilizaron desde entonces. Los ayuntamientos, los edificios públicos y los cuarteles suelen enarbolar la versión más oscura de la bandera, pero la versión más clara se utilizó a veces incluso en los edificios oficiales del Estado. El 13 de julio de 2020, el presidente Emmanuel Macron retomó, sin ninguna declaración y sin órdenes de que otras instituciones utilizaran una versión específica, la tonalidad más oscura para el Palacio del Elíseo presidencial como símbolo de la Revolución francesa. La medida fue recibida con comentarios tanto a favor como en contra del cambio, pero se señaló que tanto la bandera más oscura como la más clara se han utilizado durante décadas.
| Autoridad                                 | Esquema        | Azul        | Blanco        | Rojo        |
| ----------------------------------------- | -------------- | ----------- | ------------- | ----------- |
| Ministerio de Defensa                     | AFNORNFX 08002 | A 503       | A 665         | An 805      |
| Embajada en Alemania (colores más claros) | Pantone        | Reflex blue | Safe          | Red 032     |
| Embajada en Alemania (colores más claros) | CMYK           | 100.80.0.0  | 0.0.0.0       | 0.100.100.0 |
| Embajada en Alemania (colores más claros) | RGB            | (0,85,164)  | (255,255,255) | (239,65,53) |
| Embajada en Alemania (colores más claros) | HEX            | #0055A4     | #FFFFFF       | #EF4135     |

Una comparación de las versiones más claras y más oscuras de la bandera

Actualmente, la bandera es una vez y media más ancha que su altura (es decir, en la proporción 2:3) y, excepto en la Armada francesa, tiene franjas de igual anchura. Inicialmente, las tres franjas de la bandera no eran igual de anchas, sino que tenían las proporciones 33 (blanco) Bajo Napoleón I, las proporciones se modificaron para igualar la anchura de las franjas, pero por un reglamento del 17 de mayo de 1853, la marina volvió a utilizar las proporciones 30:33:37, que sigue utilizando ahora, ya que el aleteo de la bandera hace que las partes más alejadas de la driza parezcan más pequeñas.
En las entrevistas de la televisión francesa se suele utilizar como fondo una bandera con una franja blanca mucho más estrecha; una bandera estándar se vería, de cerca, sólo blanca.

## Historia

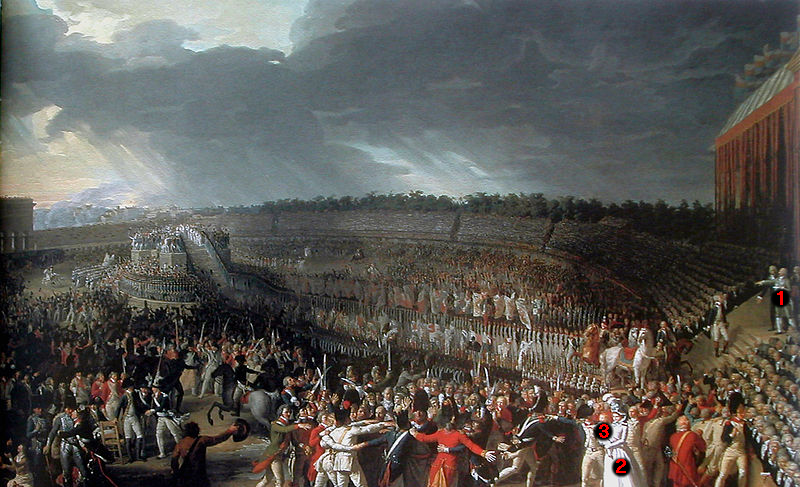
La Fiesta de la Federación, el 14 de julio de 1790

El blanco fue el color nacional de Francia desde el advenimiento de los Borbones al trono de aquel reino hasta la Revolución de 1789. El 12 de julio de dicho año, reunidos los patriotas que combatían a la Asamblea Nacional en el jardín del Palacio Real, tomaron hojas verdes de los árboles y se las pusieron en sus sombreros como escarapelas o distintivos particulares; al recordar que el verde era el color de la librea del conde de Artois, la persona más impopular de la familia real,  renunciaron a llevar aquel distintivo.
Al día siguiente apareció una orden del Comité del Común que disponía que todos los ciudadanos armados debían usar por distintivo, en lugar del blanco, los colores propios de la ciudad de París que eran el rojo y el azul. Así se hizo hasta que, después de la Toma de la Bastilla, se acordó unir ambos colores, distintivos de los patriotas, con el blanco que era el color de la dinastía todavía reinante, en señal de unión entre el pueblo y el monarca. El 17 del mismo mes, reunidos estos tres colores, el rojo, el azul y el blanco, fueron adoptados por el mismo Luis XVI, quien formando con ellos una cucarda tricolor, los colocó por sí mismo en su sombrero delante del pueblo convocado y reunido en la Place de Grève.
Desde entonces la Cucarda tricolor reemplazó en todas partes la escarapela blanca, y los tres colores pasaron a ser los colores nacionales de Francia. Sin embargo, las banderas de los regimientos y los estandartes de los escuadrones siguieron como antiguamente y solo se les adornó con una corbata tricolor hasta el año 1792, en que el paño de dichas insignias pasó a ser tricolor también o de tres tiras de lienzo rojo, azul y blanco.
Cuando se llevó a cabo la Restauración en 1814, los Borbones volvieron a su antigua bandera y librea blanca, pero después de la Revolución de 1830 se adoptó definitivamente el emblema tricolor.

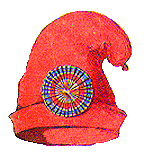
Gorro frigio llevando la cucarda tricolor
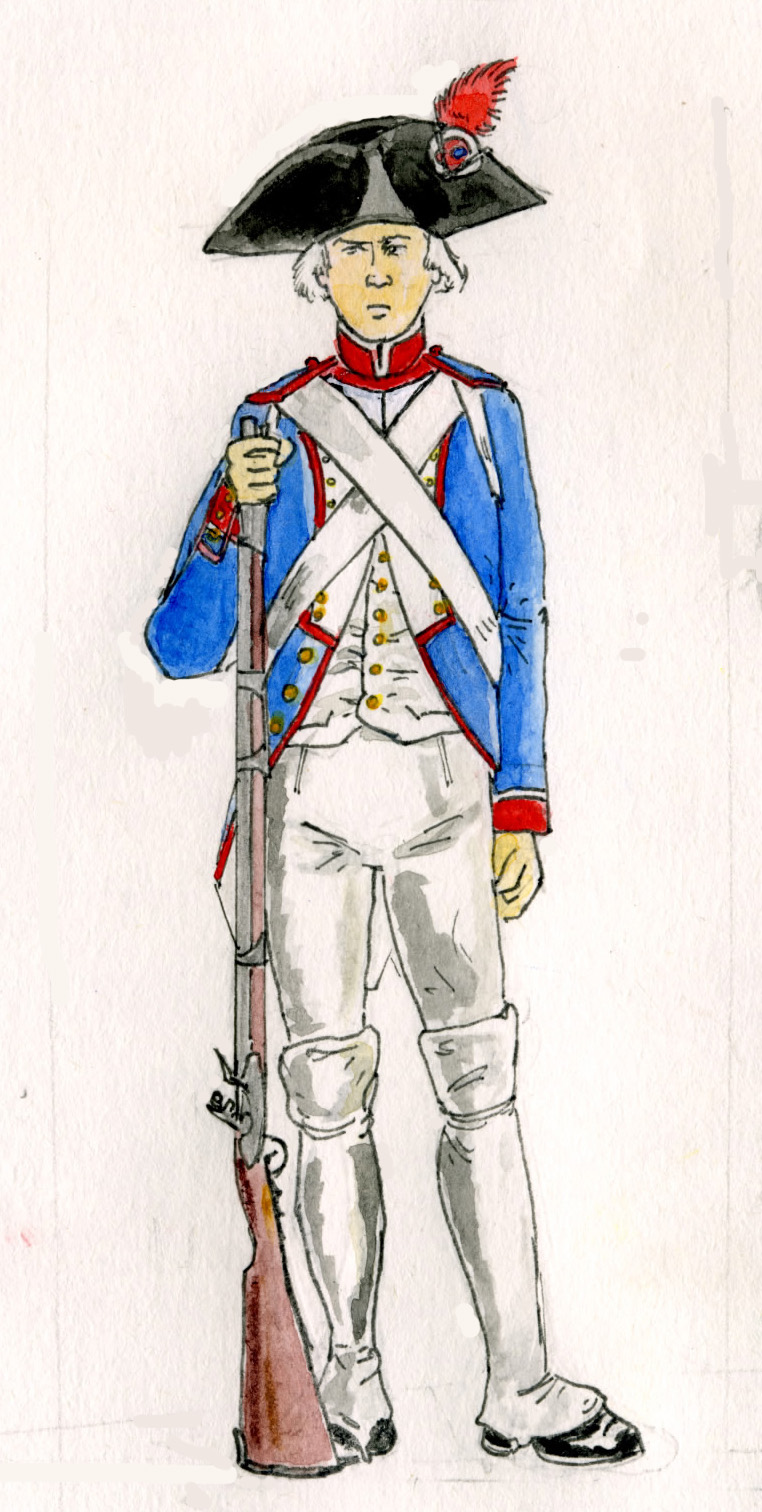
Fusilero de la Guardia nacional, 1791
Bandera de la ciudad de París

### Banderas anteriores

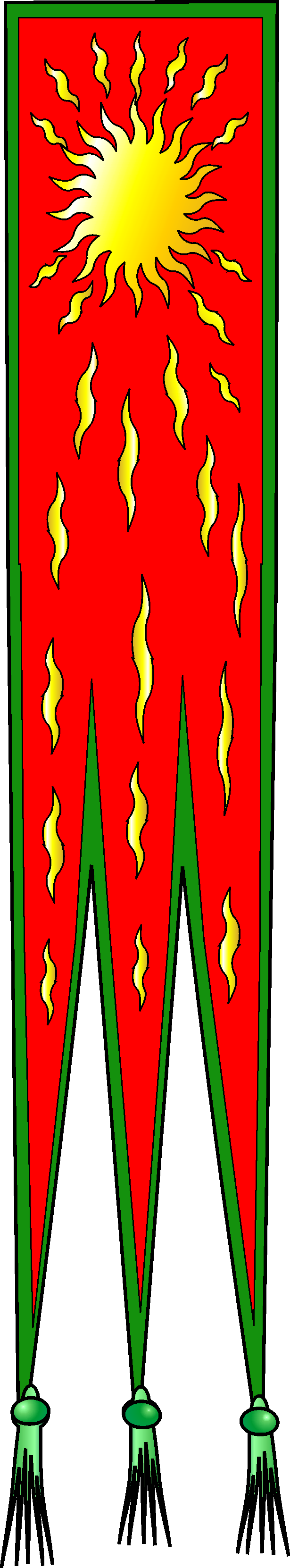
Oriflama

La insignia más antigua del Reino de los francos era, según la tradición, la capa del popular santo Martín, obispo de Tours El historiador Du Cange, en el siglo XVII, consideraba que dicho emblema era un pequeño pabellón portátil, una especie de caja, en el cual se encontraban las reliquias de este santo. Según el mismo autor, por la incomodidad que la conducción de este aparato ocasionaba y por temor de que las reliquias cayesen en poder del enemigo, fue sustituido por un paño con la efigie del santo, bordada en él; a esta bandera, se la llamó La capa de San Martín, en alusión a la difundida leyenda en la cual este comparte su capa con un mendigo que era el propio Cristo. Du Cange añade que la bandera referida era de color azul, por lo cual este sería el color nacional de Francia.[cita requerida]
Entre los siglos IX y X, durante el reinado de Felipe I o de su hijo Luis, el gordo, los monarcas franceses adoptaron como emblema la insignia de los condes de Vexin, conocida como Oriflama. Esta era un estandarte de seda roja con llamas de oro, emblema de la Abadía de San Denis, usado por dichos condes como defensores de la misma; al anexar estas tierras a los dominios reales, la enseña pasó a ser portada por el soberano en la guerra; siendo su uso atestiguado por primera vez cuando en julio de 1124, el emperador Enrique V amenazó con invadir el reino;  en respuesta, el rey Luis VI convocó una leva en Reims. Esta reunión de tropas fue tan impresionante, que las huestes del Imperio se retiraron de la frontera. En ese momento, el abad Suger, de San Denis, señaló que este santo era, después de Dios, el protector del reino. En agradecimiento, el rey tomó el emblema (vexillium) del altar y juró fidelidad al santo protector de Francia.
Después de las Cruzadas hasta el reinado de Carlos VI, las insignias militares de Francia fueron decoradas con una cruz roja que Carlos VII cambió por otra blanca cuando Enrique V, rey de Inglaterra que se titulaba rey de Francia, hubo adoptado las insignias de su antecesor Carlos VI.
Aunque los Borbones hayan traído a Francia el color blanco (generalmente acompañado de flores de lis), no por esto todas las insignias militares fueron desde entonces blancas en los diversos cuerpos de tropas, pues entre ellos había mucha variedad, si bien todos los militares usaban la cucarda o escarapela de este color.

## Banderas históricas

Oriflama, estandarte de los Capetos
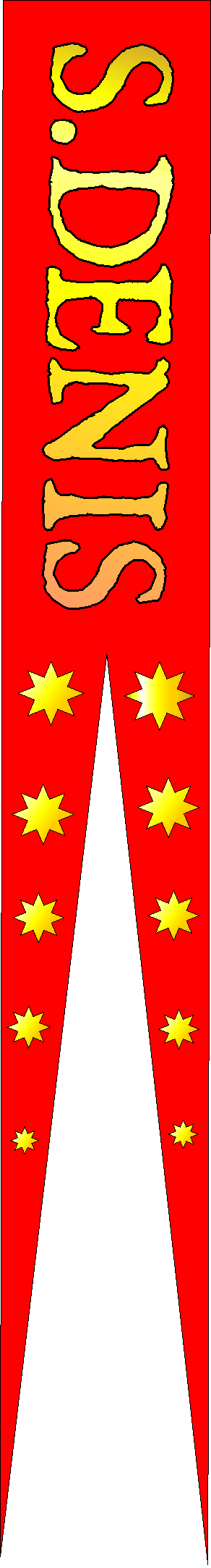
Oriflama, estandarte de los Capetos
Bandera de los Capetos (siglo XII-XIII)
Variante de la bandera de la Dinastía de los Capetos (siglo XII-XIII)
Bandera de la Dinastía de los Capetos (siglo XIV-siglo XVI)
Pabellón real de Francia y estandarte de los borbones (1638-1790)
Estandarte universal de los reyes de Francia de la Casa de Borbón
Estandarte real de Luis XIV                                                               (1643-1715)
Estandarte real de Luis XV y Luis XVI
Pabellón naval durante el siglo XVI
Pabellón civil durante el siglo XVII
Pabellón civil (1790)
Una de las banderas utilizadas por los monárquicos durante la Revolución francesa
Pabellón nacional de Francia[10] (1790-1794)
Bandera de proa (1790-1794)
Bandera de Francia (1794-1804, 1804-1815, 1830-1848, 1848-1958)
Bandera de Francia (1814-1815, 1815-1830)
Estandarte real de Francia (1814-1815, 1815-1830)
Estandarte real de Luis Felipe I de Francia (1830-1848)
Bandera de Francia (febrero-marzo de 1848)
Bandera de la ocupación alemana (1940-1944)
Bandera de la Francia libre (1940-1944)
Pabellón personal del mariscal Pétain, jefe de Estado de la Francia de Vichy (1940-1944)
Bandera de Francia (1958-2020), usada como variante de la actual.

## Banderas coloniales
La mayoría de las colonias francesas utilizan el tricolor regular o una bandera regional sin la bandera francesa. Hubo algunas excepciones:

Bandera de Annam, Indochina francesa
Bandera de Laos, Indochina francesa
Bandera de la República Autónoma de Togo (1957-1958)
Bandera de Gabón (1959-1960)
Bandera utilizada por algunas unidades militares basadas en el protectorado francés de Túnez
Bandera del Mandato francés de Siria en 1920
Bandera del Mandato francés de Siria
Bandera del Estado alauita, más tarde Sanjak de Latakia, en el Mandato francés de Siria
Bandera del Estado de Alepo, en el Mandato francés de Siria
Bandera del Estado de Damasco, en el Mandato francés de Siria
Bandera de Souaida y Jebel Druze, en el Mandato francés de Siria
Bandera del protectorado francés de Madagascar
Bandera mercante del protectorado francés de Marruecos (1912-1956)
Bandera de la República de Cunani (1886-1887)
Bandera de Nuevas Hébridas (Vanuatu) bajo la Junta de la Comisión Naval Anglo-Francesa (1887-1906)
Bandera de la Polinesia Francesa bajo el protectorado de Francia (1845-1880)
Bandera del Estado del Gran Líbano durante el mandato francés (1920-1943)
Bandera de la Federación Tai, Indochina francesa (1948-1955)
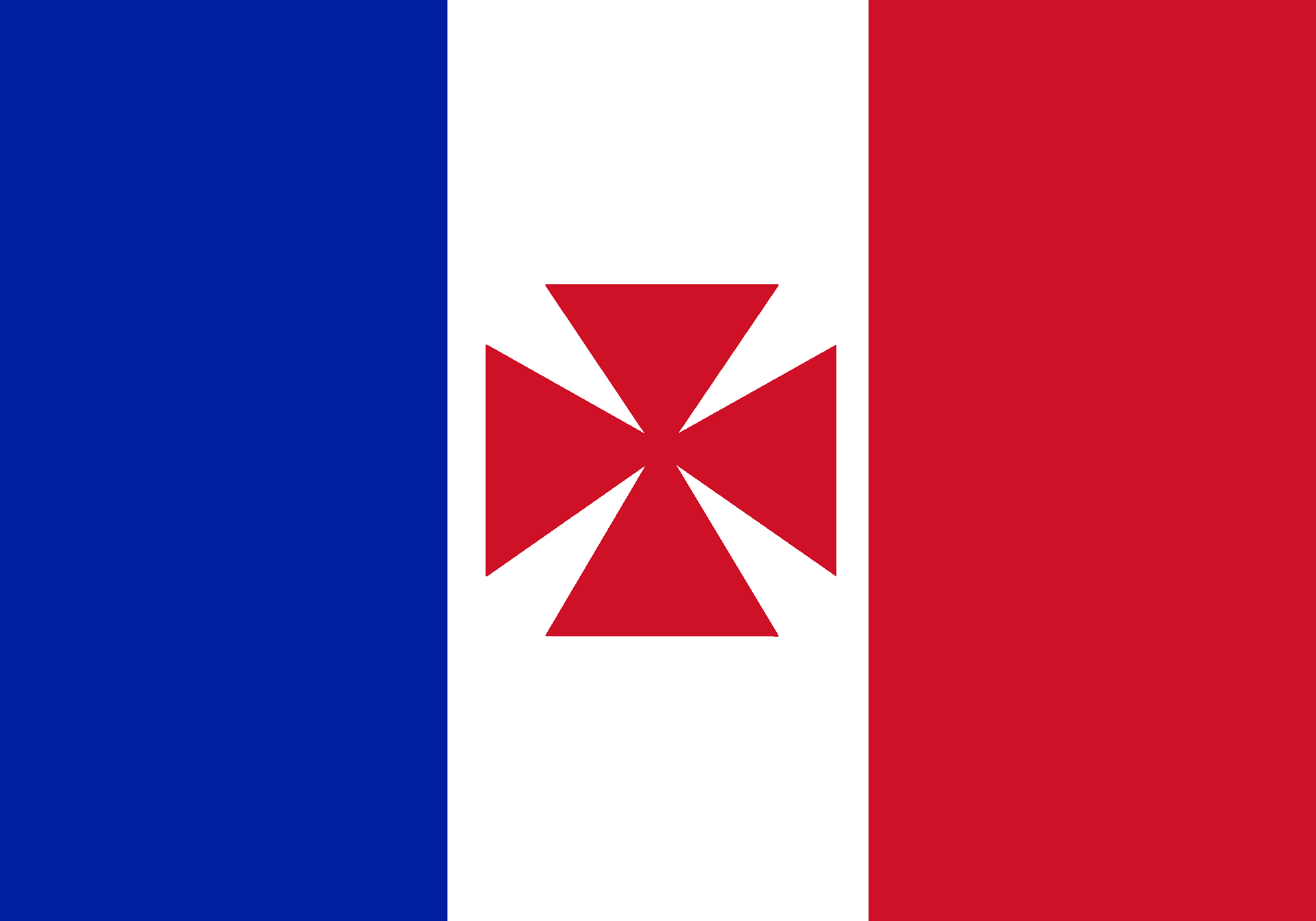
Bandera del Protectorado francés de Wallis y Futuna (Uvea) (1860-1886)
Bandera del Sudán francés (1958-1959)
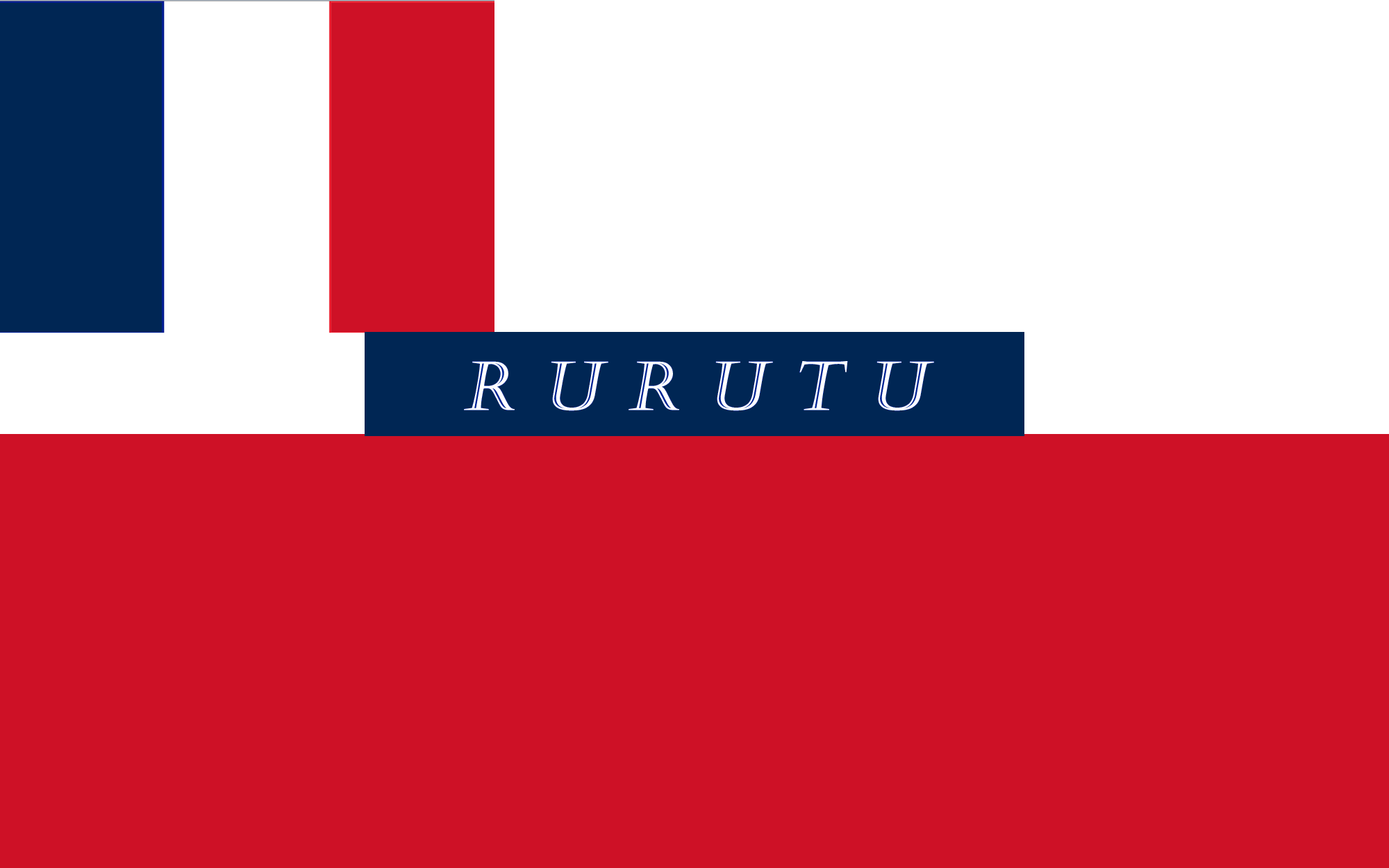
Bandera del protectorado francés de Rurutu en la Polinesia Francesa (1858-1889)
Bandera del gobernador colonial francés

## Galería

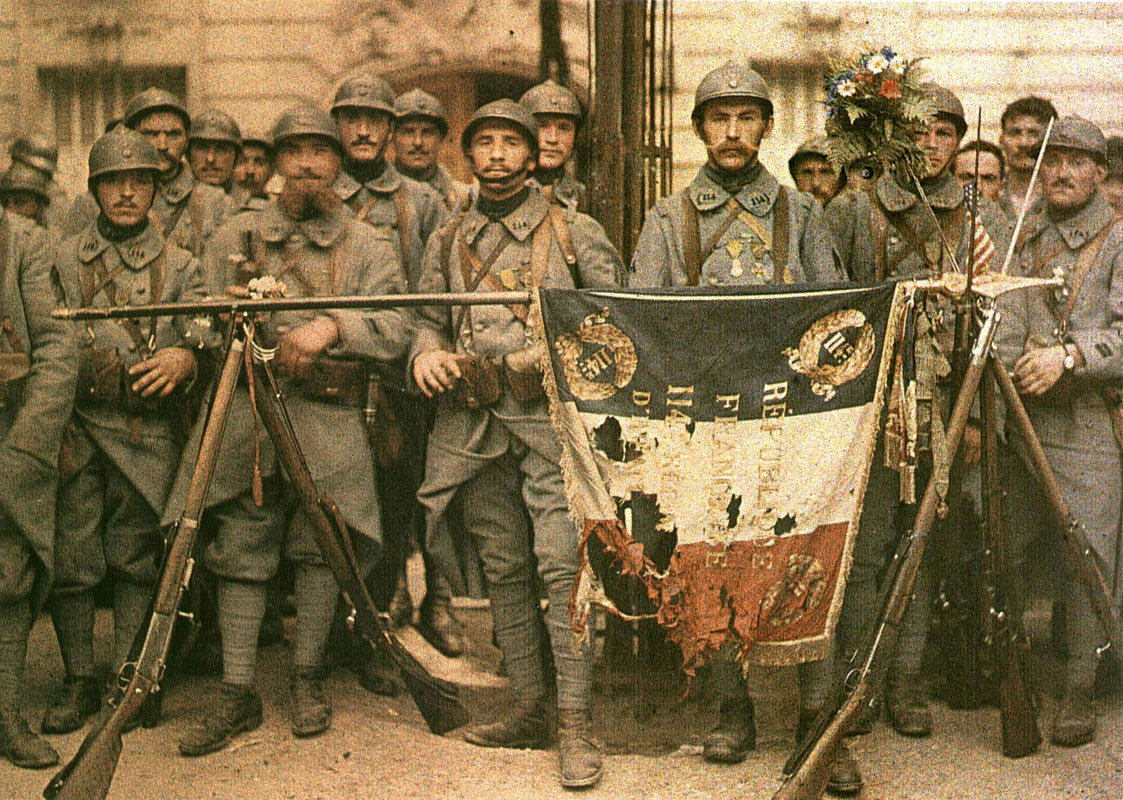
Bandera de regimiento francés, París, autocromo fechado en 1917.
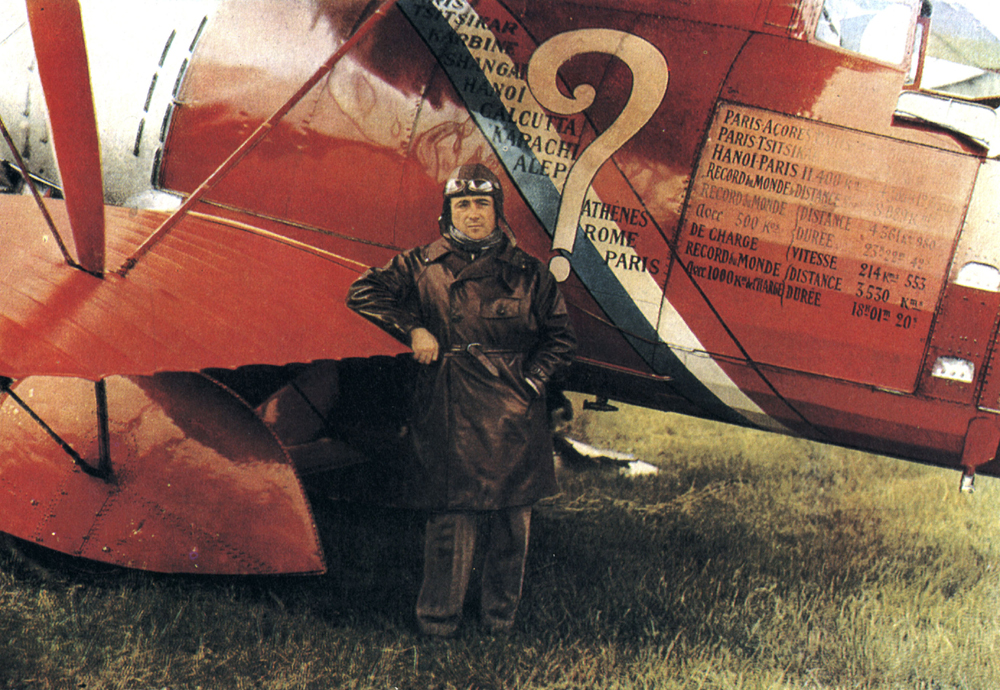
Bandera de Francia, fotografía en color fechada en 1930.
Bandera de Francia, Cherbourg, en una fotografía Kodachrome tomada en 1944 justo después de la batalla de Normandía.

### Monografías
- Raphaël Delpard. La Fabuleuse histoire du drapeau français, éd. L. Souny, Saint-Paul, 2008, 192 p. #nose

### Artículos
- Bernadette Simon, « Bleu - Blanc - Rouge et pourquoi ? », Sélection du Reader's Digest, juillet 1980.